# 佐藤綾子
佐藤 綾子（さとう あやこ、1986年1月4日 - ）は、日本の女子プロレスラー。山形県出身。夫は元格闘家の石川サトル。

## 所属
- 全日本女子プロレス（2001年 - 2002年）
- 伊藤薫プロレス教室（2005年 - 2010年）
- ワールド女子プロレス・ディアナ（2011年 - ）

## 経歴・戦歴
中学時代は陸上部に所属。中学卒業後に全日本女子プロレスに平成13年組として入団し、2001年10月28日の後楽園ホール大会で森居知子相手にデビューするが、練習のハードワーク及び、父の訃報を受け2002年9月に帰郷、そのまま戻ることなく退団となった。その後、定時・通信制高等学校に編入し、レスリング部で練習を積む。
2005年より伊藤薫が主宰する伊藤薫プロレス教室（伊藤道場）に入門し、同年11月23日に再デビューを果たした。また、再デビューより先に総合格闘技にも参戦し、2005年・2006年と試合を行ったが、3戦3敗であった。
2010年12月26日を最後に伊藤道場が解散し、翌日のNEO江戸川大会にフリーとして参戦。
2011年に全女の大先輩であり同郷でもある井上京子が社長を務める新団体「ワールド女子プロレス・ディアナ」の旗揚げに伊藤とともに参加。同年7月、妊娠が発覚したため活動休止。
2017年2月26日、後楽園ホール大会に来場し、復帰に向けて練習を再開することを発表。同年6月25日、ジャガー横田とのシングルマッチにて復帰。現在は3児の母となっている。
2018年7月22日、カルッツかわさき大会にて、ジャガー横田とのタッグで井上貴子・堀田祐美子組が保持するW.W.W.D認定世界タッグ王座に挑戦し勝利。第11代王者となる。
2020年1月4日、横浜ラジアントホール大会にて、Sareeeの持つW.W.W.D認定世界シングル王座に挑戦し、ジャガー式クロスアームスープレックスホールドにて勝利。第11代王者となる。
2022年4月15日『後楽園ホール60周年還暦祭』に6人タッグマッチで出場。

## 得意技
- ドロップキック
- ジャーマン・スープレックス・ホールド

## 入場テーマ曲
- カノン（トランスバージョン）

## タイトル歴
- 第11代、第13代、第16代W.W.W.D認定世界シングル王座
- 第11代、第20代、第22代、第24代W.W.W.D認定世界タッグ王座（第11代のパートナーはジャガー横田、第20代・第22代は中森華子、第24代はデビー・カイテル）
- 第31代デイリースポーツ認定女子タッグ王座（パートナーは中森華子）

## 戦績

### 総合格闘技
| 総合格闘技 戦績 | 総合格闘技 戦績 | 総合格闘技 戦績 | 総合格闘技 戦績 | 総合格闘技 戦績 | 総合格闘技 戦績 | 総合格闘技 戦績 |
| --------------- | --------------- | --------------- | --------------- | --------------- | --------------- | --------------- |
| 3 試合          | (T)KO           | 一本            | 判定            | その他          | 引き分け        | 無効試合        |
| 0 勝            | 0               | 0               | 0               | 0               | 0               | 0               |
| 3 敗            | 0               | 2               | 1               | 0               | 0               | 0               |

| 勝敗 | 対戦相手 | 試合結果                 | 大会名                                          | 開催年月日     |
| ×    | 魔魅虎   | 2R 2:04 腕ひしぎ十字固め | レッスルエキスポ2006 夏のお台場・女子格闘技物語 | 2006年8月19日  |
| ×    | 諸星和奈 | 1R 0:15 腕ひしぎ十字固め | SMACKGIRL-F 2005 〜下北実験リーグ Round1〜      | 2005年10月15日 |
| ×    | 内藤晶子 | 5分2R終了 判定0-3        | 女子キックボクシング「天空」 〜大和撫子の闘い〜 | 2005年8月28日  |

### エキシビションマッチ
| 勝敗 | 対戦相手 | 試合結果 | 大会名                | 開催年月日    |
| －   | 長野美香 |          | S-KEEP「EGGS FIGHT4」 | 2006年5月14日 |